# اسرائیل خیمنز
اسرائیل خیمنز (انگلیسی: Israel Jiménez؛ زادهٔ ۱۳ اوت ۱۹۸۹) یک بازیکن فوتبال اهل مکزیک است. 
وی همچنین در تیم ملی فوتبال مکزیک بازی کرده است.